# Paeonia rockii

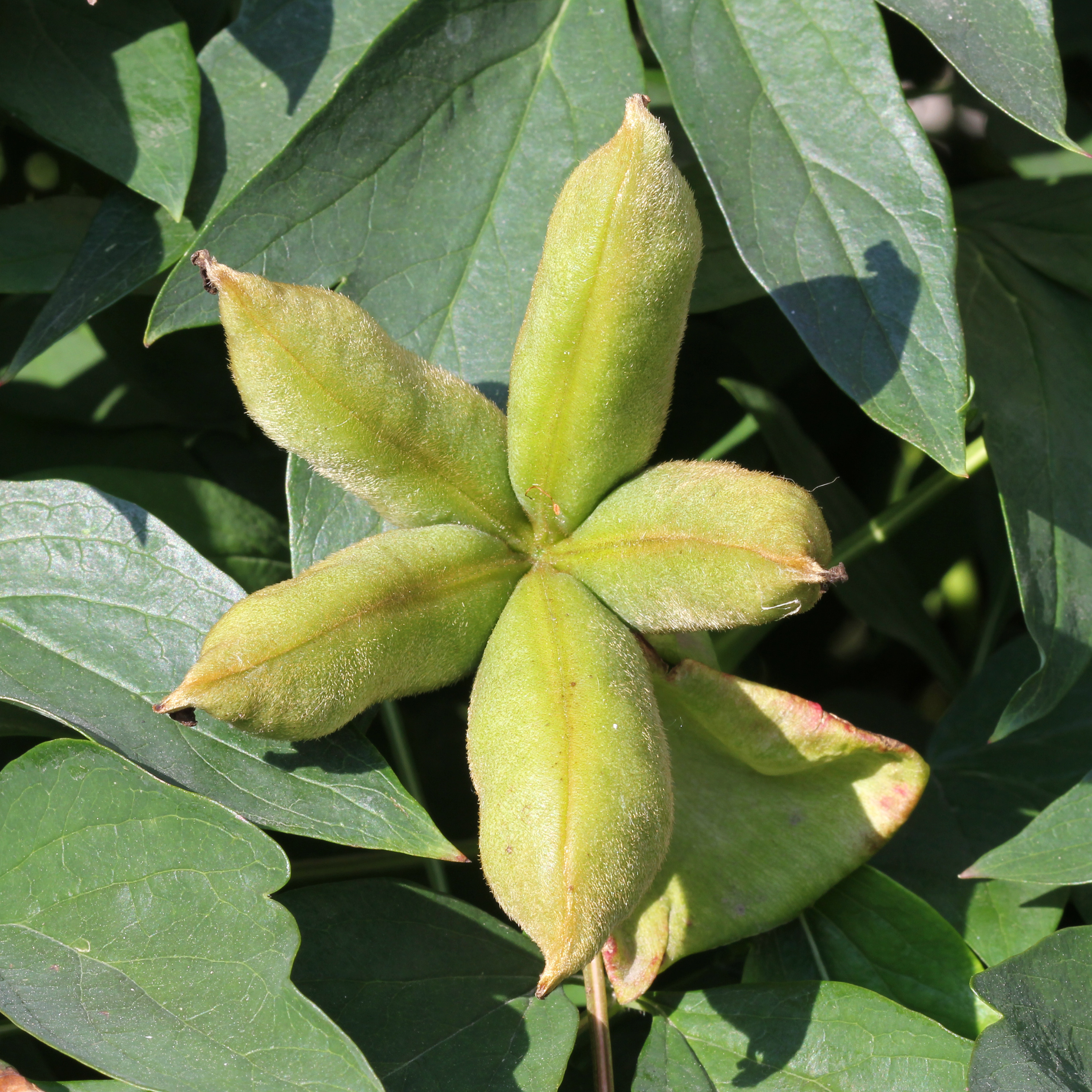
Vrucht

Paeonia rockii (basioniem: Paeonia suffruticosa subsp. rockii S.G.Haw & Lauener) is een pioenroos die is vernoemd naar botanicus Joseph Rock. Het is een bladverliezende struik met tot 2 m lange stengels die door het gewicht van de bloemen vaak overhangen. De bladeren zijn dubbelgeveerd en samengesteld uit langwerpige, ingesneden deelblaadjes die donkergroen aan de bovenzijde en blauwgroen aan de onderzijde zijn.
De bloemen van de wildvorm zijn komvormig, tot 16 cm breed, wit met donkerpaarse plekken op de basis van de tien kroonbladeren. Er zijn zeven kelkbladeren. In het centrum van de bloem zitten meeldraden waarvan de helmdraden wit met paars en de helmknoppen geel zijn.
Joseph Rock verzamelde zaden van de soort in 1926 op zijn expeditie door China om plantensoorten te verzamelen voor Arnold Arboretum. Vermoedelijk was botanicus Reginald Farrer in 1914 de eerste westerling die de soort verzamelde. Een specimen dat hij verzamelde en later bekend zou worden als Paeonia rockii is in 1990 geïdentificeerd door Haw en Lauener in het herbarium van Royal Botanic Garden Edinburgh.
De soort komt van nature voor in het noorden van Sichuan, het zuiden van Gansu en het noorden van Shaanxi. Er zijn een aantal hybrides en cultivars van deze soort ontwikkeld. Uit de zaden van Joseph Rock opgekweekte planten, worden aangeduid met de naam 'Rock's Variety'. Er is verschil tussen de planten die in de Verenigde Staten en de planten die in Groot-Brittannië uit deze zaden werden opgekweekt.